# Rudi Hiti
Rudolf Hiti, detto Rudi (Jesenice, 4 novembre 1946), è un allenatore di hockey su ghiaccio ed ex hockeista su ghiaccio jugoslavo, dal 1991 con cittadinanza slovena.

## Carriera

### Giocatore

#### In Jugoslavia
Crebbe nel settore giovanile della squadra della sua città, lo Jesenice. A 16 anni passò al Kranjska Gora, dove si mise in luce tanto da raggiungere la Nazionale.
In patria ha giocato anche per l'Olimpija Ljubljana. In totale vinse quattro titoli jugoslavi, due con lo Jesenice ed altrettanti con l'Olimpija.
Con la maglia della Nazionale jugoslava ha partecipato a due edizioni delle olimpiadi: Grenoble 1968 (nono posto finale) e Sapporo 1972 (undicesimo). Ha preso parte a 17 edizioni del campionato mondiale, la maggior parte delle quali nel gruppo B.

#### In Nord America
Dal 1970 Hiti ha calcato il ghiaccio nordamericano. Dapprima in NHL con i Chicago Blackhawks, ma un infortunio alla mandibola durante il primo incontro amichevole fece sì che il giocatore venisse tagliato; poi con i Los Angeles Sharks in WHA.

#### In Italia
Il 1974 segna il suo ritorno in Europa: lo mise infatti sotto contratto la squadra italiana dell'Alleghe. Dopo due stagioni con le civette fu messo sotto contratto dal Bolzano, dove giocava il fratello Gorazd e con gli altoatesini si aggiudicò tre scudetti consecutivi: 1976-1977, 1977-1978 e 1978-1979. Disputa anche la Summer League nel 1977 con la maglia dei Diavoli Rossoneri.
Dopo il terzo posto del 1980, fece ritorno in patria per alcune stagioni, salvo tornare per giocare in Serie B al Como nel 1983-1984, ottenendo la promozione in massima divisione nelle vesti di giocatore-allenatore. Inattivo nel 1984-1985, l'anno seguente gioca in Jugoslavia con lo Jesenice, quindi lascia le piste.
Nella stagione 2000-2001 gioca due partite di campionato in Slovenia, con la divisa del Bled.

### Allenatore
Ha cominciato ad allenare nel 1989-1990, vincendo al primo tentativo lo scudetto. Nella stagione successiva chiuse invece al secondo posto, dietro al Milano Saima.
Nel 1991 allena il Bled in Slovenia e l'anno dopo diviene il primo selezionatore della neonata Nazionale slovena.
Gli è stata intitolata la Poletna liga Rudi Hiti, una competizione estiva disputata in Slovenia.

## Palmarès

### Titoli nazionali
- Campionato jugoslavo: 6

Jesenice: 1964-1965, 1965-1966, 1966-1967, 1967-1968
Olimpija Ljubljana: 1971-1972, 1973-1974
- Coppa jugoslava: 3

Jesenice: 1966-1967, 1967-1968
Olimpija Ljubljana: 1971-1972
- Campionato italiano: 3

Bolzano: 1976-1977, 1977-1978, 1978-1979

### Riconoscimenti
- Inserimento nella Hall of Fame slovena

2007
- Inserimento nella IIHF Hall of Fame

2009